# Филаделфия Флайърс
Филаделфия Флайърс е отбор от НХЛ, основан във Филаделфия, Пенсилвания, САЩ. Състезава се в източната конференция, атлантическа дивизия.